# 梅田実
梅田 実（うめだ みのる、1956年9月11日 - ）は、日本の化学者。長岡技術科学大学教授。
専門は電気化学エネルギー変換、界面電子移動反応。

## 人物
新潟県出身。専門は電気化学エネルギー変換、燃料電池エネルギー変換。特に電極触媒、固体高分子電解質、有機固相中の電荷生成に関する研究を行っている。

## 略歴
1979年3月 - 東北大学工学部応用化学科卒業。1981年3月 - 東北大学大学院工学研究科応用化学専攻修了。1981年4月 - 株式会社リコー勤務。
1996年3月 - 博士（工学）（大阪大学　乙6866号、アゾ顔料を用いた積層有機感光体の光キャリア発生機構）。
1997年4月 - 株式会社リコー課長。2000年1月 - 東北大学大学院工学研究科助教授。2000年2月 - 東北大学未来科学技術共同センター助教授（兼務）。
2002年4月 - 長岡技術科学大学工学部化学系助教授。2004年9月 - 長岡技術科学大学教授。

## 受賞
- 1990年 - 電子写真学会準論文賞
- 1995年 - 電子写真学会研究奨励賞

## 著書・論文

### 著書
- 『マイクロ燃料電池の開発最前線（共著）』 エヌ・ティー・エス、 2007年
- 『“携帯機器用燃料電池の現状と今後の展望” in 「2008 最新電池技術大全」』 電子ジャーナル、 2008年
- 『小型燃料電池の最新技術』 シーエムシー出版、2008年